# Асафа Пауел
Асафа Пауел (енгл. Asafa Powell; Света Катарина, 11. новембар 1982) је јамајкански спринтер, специјалиста за дисциплину 100 m.
Био је један од фаворита у трци на 100 m, на Летњим Олимпијским Играма 2004. у Атини, али је у финалу завршио као пети. Касније се искупио обарајући рекорд на 100 m у Атини, 14. јуна 2005. године. Његово време од 9,77 секунди је било боље од до тада најбрже истрчаног времена 9,78 секунди Тима Монтгомерија.
Резултат Монтгомерија није био признат за светски рекорд због допинга. Свој најбољи резултат Пауел је поновио још два пута у 2006. години.
После неуспеха на Светском првенству у Осаки 2007 када је изгубио од америчког спринтера Тајсона Геја, само седам дана касније 9. септембра 2007. на атлетском митингу у Ријетију у Италији поставио је нови светски рекорд у трци на 100 m са резултатом 9,74 s.

## Кретање резултата

### 100
| година | резултат | ветар | место    | држава               | датум              |
| ------ | -------- | ----- | -------- | -------------------- | ------------------ |
| 2002   | 10,12    | +1,3  | Роверето | Италија              | 28. август 2002.   |
| 2003   | 10,02    | +0,8  | Брисел   | Белгија              | 5. новембар 2003.  |
| 2004   | 9,87     | +0,2  | Брисел   | Белгија              | 3. новембар 2004.  |
| 2005   | 9,77     | +1,6  | Атина    | Грчка                | 14. јун 2005.      |
| 2006   | 9,77     | +1,5  | Гејтсхед | Уједињено Краљевство | 11. јун 2006.      |
| 2006   | 9,77     | +1,0  | Цирих    | Швајцарска           | 18. август 2006.   |
| 2007   | 9,74     | +1,7  | Риети    | Италија              | 9. септембар 2007. |